# Aeolus Air
Aeolus Air ist eine gambische Fluggesellschaft mit Sitz in Banjul und Basis auf dem Banjul International Airport. Die Gesellschaft stellte im Oktober 2014 ihre Tätigkeit ein.

## Flotte
Mit Stand Mai 2014 besteht die Flotte der Aeolus Air aus fünf Flugzeugen:
| Flugzeugtyp     | aktiv | inaktiv | Anmerkungen                            |
| --------------- | ----- | ------- | -------------------------------------- |
| Airbus A320-200 | 2     |         | 2 betrieben für Ariana Afghan Airlines |
| Boeing 737-300  | 1     |         | betrieben für Tarco Air                |
| Boeing 737-400  | 1     |         | betrieben für Tarco Air                |
| Boeing 737-500  | 1     |         | betrieben für Tarco Air                |
| Gesamt          | 5     |         |                                        |

## Weblink
- Webpräsenz der Aeolus Air (englisch)